# Willkommen auf Deutsch
Willkommen auf Deutsch ist ein deutscher Dokumentarfilm von Carsten Rau und Hauke Wendler. Am Beispiel der Unterbringung von Flüchtlingen im Landkreis Harburg, gegen die sich an mehreren Orten Protest formiert, hinterfragt er kritisch die Willkommenskultur in Deutschland. Die Premiere des Films war am 28. Oktober 2014 beim DOK Leipzig. Seinen Kinostart hatte Willkommen auf Deutsch, der es laut Erhebung der Filmförderungsanstalt (FFA) 2016 unter die Top 10 der kommerziell erfolgreichsten Kino-Dokumentarfilme in Deutschland schaffte, am 12. März 2015.

## Inhalt
Am Beispiel von zwei Handlungssträngen, die parallel erzählt werden, wirft der Film einen ruhigen, überwiegend beobachtenden Blick auf den Umgang der Verwaltung und einheimischen Bevölkerung mit Flüchtlingen, die im Spätsommer 2013 im Landkreis Harburg im Norden Niedersachsens ankommen. Dazu begleitet der Film ein dreiviertel Jahr lang Protagonisten in den Orten Appel und Tespe, die stellvertretend für viele Gemeinden in Deutschland stehen, die zu dieser Zeit mit stark wachsenden Zahlen von Asylbewerbern konfrontiert sind.
In der Gemeinde Tespe wurde eine alleinstehende Mutter mit sechs Kindern aus Tschetschenien einquartiert. Der Film begleitet die Familie, die nach dem Dublin-Abkommen beständig von Abschiebung bedroht ist, in ihrem schwierigen Alltag und zeigt, wie einige deutsche Nachbarn sie beherzt unterstützen. Nachdem die Mutter der tschetschenischen Familie aufgrund psychischer Probleme in der Psychiatrie untergebracht wird, muss sich die älteste Tochter der Familie allein um ihre fünf kleinen Brüder kümmern. Darf die Familie am Ende in Deutschland bleiben oder kommt es doch zur Abschiebung?
Im Dorf Appel, dem zweiten Handlungsort des Films, leben gerade mal 400 Einwohner. Es gibt keine Einkaufsmöglichkeiten und kaum Infrastruktur, trotzdem sollen hier 53 Asylbewerber untergebracht werden. Die Verwaltung des Landkreises und die Einwohner von Appel sind von der Situation überfordert. Zwar behaupten die Appeler Bürger, nichts gegen Flüchtlinge zu haben. Dennoch macht sich im Dorf Unzufriedenheit breit, die in der Gründung einer Bürgerinitiative mündet, die gegen die Unterbringung von insbesondere männlichen Asylbewerbern massiv Stimmung macht. Muss Appel am Ende Asylbewerber aufnehmen oder kann sich die Bürgerinitiative mit ihrem Protest gegen die Verwaltung durchsetzen?
Ein dreiviertel Jahr lang begleiteten die Filmemacher die verschiedenen Gruppen in ihrem Alltag und zeigen dabei, dass die Realität der Willkommenskultur und Flüchtlingspolitik in Deutschland nuancierter und komplexer ist als die beiden Gegenpole „Refugees welcome“ und „Ausländer raus“.

## Kritik
Der Film stieß bei seinem Kinostart auf ein ganz überwiegend positives Echo in der Presse: Ein „exzellenter Dokumentarfilm“ urteilte Die Zeit. Der Filmdienst urteilte etwas kritischer, der Film „zeichnet die Prozesse zwischen Abwehr und verordneter Integration nach“ und bemühe sich dabei, „allen Seiten gerecht zu werden, mildert damit aber die Brisanz des Themas, ob und wie sich deutsche Asylpolitik ändern muss, unnötig ab“.

## Auszeichnungen
Der Film erhielt 2015 das Prädikat „besonders wertvoll“ der Deutschen Film- und Medienbewertung (FBW). Im selben Jahr war er für den renommierten Preis der deutschen Filmkritik nominiert.